# Josué de Castro
Josué Apolônio de Castro (Recife, 5 settembre 1908 – Parigi, 24 settembre 1973) è stato un attivista brasiliano, che consacrò la sua vita alla lotta contro la fame.
Muovendo dalla sua esperienza personale — la difficile adolescenza vissuta nel Nord-Est brasiliano — pubblicò numerose opere, tradotte nei più importanti paesi del mondo, tra cui: "Geografia della Fame", "Geopolitica della Fame" e "Il libro nero della Fame".
Ex-deputato, fu presidente della FAO dal 1952 al 1956 e ambasciatore del Brasile alle Nazioni Unite; in seguito, sotto il regime militare brasiliano, fu privato dei diritti politici e mandato in esilio.